# 트랜스젠더 호르몬 치료
트랜스젠더의 호르몬 치료는 트랜스젠더가 사회적 성에 맞는 성징을 갖추기위한 성전환 치료이자 호르몬 치료로 성전환 수술에 앞서 실시한다. 여성화 호르몬 치료와 남성화 호르몬 치료로 나뉜다. 이성 호르몬을 투여하는 경우가 많기 때문에 호르몬 대체요법이라고도 불린다.

## 여성화 호르몬 치료
여성화 호르몬 치료는 트랜스여성이 사회적 성에 맞는 성징을 갖추기위한 호르몬 대체 요법으로 성전환 수술에 앞서 실시한다. 여성 호르몬제와 남성 호르몬 억제제를 주사 또는 복용한다. 유방이 발달하고 정자의 생산이 크게 줄고 정액이 투명해지고 피부가 고와지고 털이 빠진다. 얼굴뼈등의 골격은 변하지 않으며 목소리는 약간 부드러워질뿐 음높이는 변하지 않게 된다. 따라서 얼굴 여성화 수술 등의 다른 수술을 받아야하지만 얼굴의 지방이 재배치되면서 여성의 외모를 얻게 되어 수술이 필요없는 경우도 있다.

## 남성화 호르몬 대체요법
트랜스젠더의 남성화 호르몬 치료는 트랜스남성이 사회적 성에 맞는 성징을 갖추기위한 성전환 치료이자 호르몬 대체 요법으로 성전환 수술에 앞서 실시한다. 남성 호르몬제를 주사 또는 복용한다. 피부가 거칠지어고 털과 수염이 난다. 얼굴뼈 등의 골격은 변하지 않으며 목소리는 굵어지는데 이는 되돌릴 수 없다. 생리와 배란이 멎기도 하지만 이는 여성호르몬을 복용하여 되돌릴 수 있다.

## 같이 보기
- 트랜스젠더 호르몬 치료 (MTF)
- 트랜스젠더 호르몬 치료 (FTM)
- 사춘기차단제